# Il distruttore nero
Il distruttore nero (Black Destroyer) è un racconto di  fantascienza dello scrittore canadese, naturalizzato statunitense, A. E. van Vogt, pubblicato per la prima volta sul numero del luglio 1939 della rivista Astounding Science-Fiction. 
È considerata la storia che rappresenta l'inizio dell'epoca d'oro della fantascienza.
Black Destroyer, combinato con altre storie e rielaborato, è andato a formare il romanzo The Voyage of the Space Beagle.
Si sostenne che avesse ispirato il film Alien e van Vogt ottenne un risarcimento extragiudiziale di 50.000 dollari dalla  20th Century Fox.

## Storia editoriale
Van Vogt si è avvicinato all'attività di scrittore nel 1932 con racconti d'avventura e d'amore che venivano regolarmente pubblicati su True Story, sotto pseudonimo.
Quando decise d'inviare il suo primo racconto di fantascienza, Vault of the Beast (La cripta della bestia), ad Astounding, ricevette una lettera di rifiuto nella quale tuttavia veniva incoraggiato a ritentare; quindi van Vogt inviò Black Destroyer che non solo fu accettato e pubblicato con elaborate illustrazioni, ma ebbe anche la copertina del numero di luglio 1939 della rivista.
Il racconto, nella sua forma originale, è apparso in varie antologie.
Una traduzione in italiano di Sandro Pergameno intitolata Il distruttore nero fu pubblicata dalla Editrice Nord nel novembre 1979, come parte dell'antologia Avventure nel tempo e nello spazio, nel volume n. 5 della collana Grandi Opere Nord. 
Una traduzione di Gaetano La Pira avente lo stesso titolo fu pubblicata, come parte dell'antologia Le grandi storie della fantascienza 1 (1939) (Isaac Asimov Presents The Great Science Fiction Stories 1 (1939), 1979), dalla SIAD Edizioni nel settembre 1980, da Euroclub nel 1982, dalla Bompiani nel 1989 nel volume n. 97 della collana I grandi tascabili, dalla RCS Periodici nel maggio 2006 e dalla Mondadori nel giugno 2006 nel volume n. 41 della collana Urania Collezione.
Una traduzione avente sempre lo stesso titolo di Fabio Feminò, parte dell'antologia I grandi maestri della fantascienza 3. Seconda parte (The SFWA Grand Masters: Vol. 3, 2001), fu pubblicata nel dicembre 2003 dalla Mondadori, nel volume n. 1480 della collana Urania.
Il racconto venne riutilizzato nel 1950 come base per i primi sei capitoli di The Voyage of the Space Beagle, il primo e più famoso romanzo fix-up di van Vogt.
A questo scopo l'autore apportò moltissime variazioni alla storia originale, in particolare inserendo l'approccio "connettivista" o multidisciplinare alla risoluzione dei conflitti, così centrale nella trama di Space Beagle e assente nel racconto originale. 
Il ruolo chiave del capitano della nave, il signor Morton, nel romanzo è assunto dallo scienziato connettivista Elliott Grosvenor.
Diversi piccoli cambiamenti furono apportati al Coeurl; i tentacoli che fungono da recettori e dita, nel romanzo terminano con ventose e la sostanza chimica della dieta fu cambiata da fosforo a potassio. 
La storia postula anche che essi fossero i servitori della razza originale.
Questo racconto, con il titolo Coeurl, è andato a formare la prima parte delle edizioni italiane del romanzo, intitolata  Crociera nell'infinito.
Il racconto successivo di Van Vogt, Discord in Scarlet del dicembre 1939, andò a formare i capitoli dal 13 al 21 dello stesso libro.
Prese insieme, esse descrivono animali alieni quasi invincibili che vengono portati a bordo di un'astronave in modo che possano deporre le uova nel corpo dei membri dell'equipaggio. 
La trama di queste due parti di Space Beagle sono così simili a quella di Alien che van Vogt fece causa alla casa di produzione per plagio, il giudizio fu risolto in via stragiudiziale per 50.000 dollari.

## Trama
Un Coeurl, un alieno intelligente simile a un grosso gatto nero, vede approssimarsi la morte per fame poiché la sua fonte di cibo, le creature-id, sono state cacciate fino all'estinzione. 
Proprio quando tutto sembra perduto, un'astronave atterra vicino a una città abbandonata dai Coeurl e ne escono creature-id. 
Egli deduce rapidamente che si tratti di una spedizione scientifica proveniente da un'altra stella, il che lo entusiasma, poiché ritiene improbabile che gli scienziati possano fargli del male. 
Si avvicina a loro come se fosse semplicemente curioso.
Si tratta di una spedizione umana e i suoi componenti sono inizialmente preoccupati dall'avvicinarsi del Coeurl, ma questi si dimostra intelligente e tenta di comunicare tramite onde radio. 
Supponendo che una alieno intelligente sarebbe curioso di loro quanto loro lo sono di lui, gli mostrano la loro astronave. 
Il Coeurl inizia a pianificare l'uccisione tutti gli uomini a bordo per poi volare verso il luogo da cui provengono, così da da avere un'illimitata quantità di id.
Torturato dalla lunga fame, il Coeurl uccide un uomo uscito ad esplorare e ne divora l'id. 
Esaminando il corpo, gli umani scoprono che è stato prosciugato di tutto il suo fosforo, e concludono che il Coeurl è l'assassino. 
Per testare la loro teoria, portano al Coeurl una ciotola di fosforo, che egli attacca con gusto e quasi uccide la persona che gliel'ha consegnata. 
Lo rinchiudono, ma la capacità del Coeurl di controllare "vibrazioni di ogni tipo" gli permette di aprire facilmente la serratura elettrica. 
Aspetta che si addormentino e poi uccide diversi membri dell'equipaggio prima di tornare nella gabbia. 
Questo non inganna gli uomini, che iniziano a progettare modi per ucciderlo.
Usando i suoi poteri per controllare l'energia Coeurl fa dissolvere la parete posteriore della gabbia e si chiude nella sala macchine. Usa l'energia della nave per rinforzare le pareti della sala in modo che gli uomini non possano entrare con la forza, quindi lancia l'astronave nello spazio ad alta accelerazione. Gli uomini pianificano un complesso contrattacco basato sull'emissione di una confusa esplosione di vibrazioni discordanti. Mentre gli uomini mettono in atto il loro piano Coeurl fugge nello spazio a bordo di una minuscola astronave che ha costruito nell'officina della sala macchine. 
Tuttavia, Coeurl non è a conoscenza della capacità della nave di manovrare istantaneamente e, dopo pochi istanti, vede la nave riapparire davanti a lui. Impazzisce di rabbia e si suicida piuttosto che affrontare la morte per mano degli umani.
Considerata la situazione, gli uomini decidono di tornare sul pianeta e uccidere gli altri Coeurl. 
Il biologo di bordo rimane sbalordito quando scopre che il piano consiste semplicemente nell'aspettare che arrivino sulla nave. 
Ma la chiave del piano è una corretta comprensione del loro nemico, l'archeologo di bordo aveva concluso che il Coeurl apparteneva alla razza dei costruttori delle città morte presenti sul pianeta e che, dopo un periodo inimmaginabilmente lungo d'isolamento e carestia, era tornato a uno stato criminale. 
Conoscendo il passato criminale dell'umanità, conclude che "È stata la storia, onorevole signor Smith, la nostra conoscenza della storia a sconfiggerlo".

## Critica
Il numero di luglio 1939 di Astounding dove Black Destroyer fu pubblicato per la prima volta,  conteneva anche Trends, il primo racconto di Isaac Asimov ad apparire sulla rivista, mentre il numero successivo includeva il primo racconto pubblicato da Robert A. Heinlein Life-Line, e il successivo, quello di Theodore Sturgeon, Ether Breather; di conseguenza, questo numero è considerato l'inizio dell'epoca d'oro della fantascienza.
Asimov ha citato il racconto e non la rivista come punto di partenza, affermando che la presenza della sua storia era "pura coincidenza".
Secondo David Drake "Quasi tutti, tuttavia, concordano sul fatto che l'epoca d'oro sia iniziata con il numero di luglio 1939 di Astounding. Questo perché la storia di copertina era Black Destroyer, la prima fantascienza pubblicata da A. E. van Vogt" .